# 北新庄子
北新庄子（簡稱北新庄，又寫為北新莊）是指新北市三芝區南部與淡水區交界的一個老地名。此地原據悉可能為兩百五十年前平埔族的凱達格蘭族的Vavi番社。範圍約當今日三芝區興華里與店子里，境內主要道路有北新路。

## 沿革
北新庄子可推溯至清領時期，漳州、泉州移民居住在鄰近地區，原本稱為「新莊仔莊」。日治初期，改寫為「新庄仔庄」，隸屬於芝蘭三堡。臺灣的行政區劃在1901年（明治34年）11月11日改為20廳，新庄仔庄隸屬於臺北廳滬尾支廳，同年12月17日被編為第29區。1905年4月19日，新庄仔庄改為「北新庄仔庄」，以區別臺北廳直轄的西新庄仔庄、錫口支廳的東新庄仔庄。。1906年（明治三十九年）1月1日，第29區改為「北新庄仔區」。1912年9月21日，管轄北新庄仔區的滬尾支廳改名為淡水支廳。1920年（大正9年）10月1日行政區劃改制時，北新庄子區和小基隆區合併為臺北州淡水郡三芝庄，而北新庄仔庄改制為「北新庄子」大字，其下有「田心子」、「楓子林」、「店子」、「龜子山」、「菜公坑」、「車埕」等小字。
1946年（民國35年），臺北州淡水郡三芝庄改制為臺灣省臺北縣淡水區三芝鄉，北新庄子拆分為三芝鄉下轄的「店子村」、「田心村」、「車埕村」等村。1978年，田心村、車埕村合併為「興華村」。

## 主要設施
- 興華國民小學
- 三芝區農會北新庄分部
- 新北市警察局淡水分局興華派出所

## 主要道路
- 市道101號（北新路）：南往淡水市區，北往三芝市區。
- 市道101甲線（巴拉卡公路，陽明路）：往陽明山。
- 北6線（新林路）：往淡水區林子。
- 北8線（新興路）：往淡水區下奎柔山。
- 北10線（楓林路）：往淡水區興化店。
- 北12線（新賢路）：往淡水區番子田。

## 公車
- 866淡水捷運站－內橫山
- 875淡水捷運站－北新莊
- 876淡水捷運站－三芝（經101）
- 877淡水捷運站－石門（經101）
- 893臺北－北新莊[8]